# Taunshits
Taunshits (Ruso: Тауншиц) es un estratovolcán ubicado en la parte oriental de la península de Kamchatka, Rusia.
Es parte del arco volcánico Kamchatka-Kurile, y el vulcanismo en este arco es causado por la subducción de la placa del Pacífico debajo de la placa de Ojotsk. Más específicamente, la actividad volcánica en Taunshits se relaciona con un sistema local de fallas con tendencia hacia el este, y algunos volcanes adicionales están controlados por el mismo sistema de fallas, como Uzon y Kikhpinych que se encuentran al este de Taunshits.

## Descripción
Taunshits es un volcán somma y presenta flujos de lava, y su cima está formada por una cresta. El estratovolcán contiene un cráter de colapso formado durante el Holoceno, así como un domo de lava; un flujo de lava viscosa entró en erupción en el cráter y se extiende por el flanco occidental. La erosión ha formado barrancos en las laderas del volcán. Dos ventilaciones de satélite y varios conos de escoria se encuentran al sur del conjunto.
Taunshits ha erupcionado principalmente andesita y andesita basáltica, y sus productos de erupción son calco-alcalinos con un contenido moderado de potasio. La actividad volcánica en Taunshits implica la formación de cúpulas de lava y flujos piroclásticos, similares a Bezymyanny o Shiveluch, pero también se ha producido una efusión de lava andesítica generalizada en los niveles inferiores del conjunto.

## Historia
La actividad en Taunshits comenzó a finales del Pleistoceno, menos de 39 000 años antes del presente, considerando que las ignimbritas generadas por la erupción de Uzon se encuentran debajo de los flujos de lava del volcán. La actividad del Pleistoceno construyó el pie del volcán, que tiene características de Tuya.
La actividad disminuyó durante el Holoceno. 7700 años antes del presente, una gran erupción expulsó aproximadamente 3 km³ de material; puede haber sido precedida por el colapso del sector. 7000 años antes del presente, se produjo el colapso de un sector, dejando un paisaje montañoso alrededor del volcán; según algunas fuentes, no se produjo ninguna erupción, mientras que otras creen que sí ocurrió. El deslizamiento de tierra se extiende sobre una longitud de 17 km y tiene un volumen de menos de 1 km³; otras fuentes suponen un volumen de 3 km³ y una longitud de 19 km. El deslizamiento de tierra ocurrió en la ladera occidental del volcán; Taunshits se desarrolló en la ladera occidental del volcán Uzon y la inclinación resultante hacia el oeste de su basamento puede haber predispuesto al conjunto a colapsar hacia el oeste. El deslizamiento de tierra es responsable de la formación del cráter colapso en la cima.
Los flujos de lava se extruyeron unos 2500 años antes del presente, y 2400 años antes del presente se emplazó el domo de lava en el cráter; este evento estuvo acompañado de flujos piroclásticos. La última erupción ocurrió alrededor del 550 a. C. a partir de 2012, no se encuentra ninguna estación sísmica en Taunshits, lo que dificulta el monitoreo de la actividad en este volcán. La actividad solfatárica ocurre cerca del conjunto.